# Morti nel 2006/Luglio
| Questa pagina contiene informazioni ricavate automaticamente dalle voci biografiche con l'ausilio del template Bio e di un bot. L'aggiornamento è periodico e automatico e ricostruisce completamente la pagina. Se manca una persona in questa lista, sei pregato di non aggiungerla, ma accertati piuttosto che la sua voce biografica contenga il template Bio e che i dati anagrafici siano correttamente compilati. Se il template Bio manca, inseriscilo tu stesso o, in alternativa, metti l'avviso {{tmp\|Bio}} che ne segnala la mancanza. Se i dati riportati sono sbagliati, correggi direttamente la voce biografica; le modifiche saranno visibili in questa lista entro pochi giorni. Per chiarimenti vedi il progetto biografie. La lista contiene solo le 135 persone che sono citate nell'enciclopedia e per le quali è stato implementato correttamente il template Bio. Pagina aggiornata al 10 ago 2025. |

- 1º luglio - Wladimiro Dorigo, storico e politico italiano (n. 1927)
- 1º luglio - Ryūtarō Hashimoto, politico giapponese (n. 1937)
- 1º luglio - Louis Jacobs, teologo e rabbino britannico (n. 1920)
- 1º luglio - Antonio Orlini, politico italiano (n. 1924)
- 1º luglio - Ismail Shammout, pittore e storico dell'arte palestinese (n. 1930)
- 2 luglio - Renato Albertini, politico e partigiano italiano (n. 1928)
- 2 luglio - Cho Nam-chul, goista sudcoreano (n. 1923)
- 2 luglio - René Letelier, scacchista cileno (n. 1915)
- 2 luglio - Tihomir Ognjanov, calciatore jugoslavo (n. 1927)
- 2 luglio - Sauro Petrini, calciatore e dirigente sportivo italiano (n. 1952)
- 2 luglio - François Stahly, scultore francese (n. 1911)
- 3 luglio - Roberto Bozzetti, disc jockey e musicista italiano (n. 1954)
- 3 luglio - Piermario Ciani, artista, fotografo e grafico italiano (n. 1951)
- 3 luglio - Tullio Contiero, presbitero italiano (n. 1929)
- 3 luglio - Dick Dickey, cestista statunitense (n. 1926)
- 3 luglio - Captain Haggerty, attore statunitense (n. 1931)
- 3 luglio - Benjamin Hendrickson, attore statunitense (n. 1950)
- 3 luglio - Lorraine Hunt Lieberson, mezzosoprano statunitense (n. 1954)
- 3 luglio - Michele Seffer, musicista e compositore italiano (n. 1950)
- 4 luglio - Lars Korvald, politico norvegese (n. 1916)
- 5 luglio - Gert Fredriksson, canoista svedese (n. 1919)
- 5 luglio - Gianmario Roveraro, altista e banchiere italiano (n. 1936)
- 5 luglio - Amzie Strickland, attrice statunitense (n. 1919)
- 6 luglio - Igino Balestra, calciatore italiano (n. 1929)
- 6 luglio - Alfredo Diotalevi, calciatore italiano (n. 1917)
- 6 luglio - Juan de Ávalos, scultore spagnolo (n. 1911)
- 7 luglio - Syd Barrett, cantautore, chitarrista e compositore britannico (n. 1946)
- 7 luglio - Rudi Carrell, cantante e showman olandese (n. 1934)
- 7 luglio - Ken Exel, cestista statunitense (n. 1920)
- 7 luglio - Elias Hrawi, avvocato e politico libanese (n. 1925)
- 7 luglio - John Money, psicologo e sessuologo neozelandese (n. 1921)
- 8 luglio - June Allyson, attrice, cantante e ballerina statunitense (n. 1917)
- 8 luglio - Pjeter Arbnori, politico, scrittore e attivista albanese (n. 1935)
- 8 luglio - Sabine Dünser, cantante liechtensteinese (n. 1977)
- 8 luglio - Pier Maria Pasinetti, scrittore e giornalista italiano (n. 1913)
- 8 luglio - Federico Stella, giurista e avvocato italiano (n. 1935)
- 8 luglio - Dorothy Uhnak, scrittrice statunitense (n. 1930)
- 9 luglio - Francesco Carassa, ingegnere italiano (n. 1922)
- 9 luglio - Asdrúbal Fontes Bayardo, pilota automobilistico uruguaiano (n. 1922)
- 9 luglio - Jack Maddox, cestista statunitense (n. 1919)
- 9 luglio - Ireneusz Paliński, sollevatore polacco (n. 1932)
- 9 luglio - Livio Puccioni, calciatore italiano (n. 1926)
- 9 luglio - Sergio Steve, economista italiano (n. 1915)
- 9 luglio - Milan Williams, tastierista statunitense (n. 1948)
- 10 luglio - Šamil' Salmanovič Basaev, generale e politico russo (n. 1965)
- 10 luglio - Fred Wander, scrittore austriaco (n. 1917)
- 11 luglio - Barnard Hughes, attore statunitense (n. 1915)
- 11 luglio - Fortunato Libanori, pilota motociclistico e pilota motonautico italiano (n. 1934)
- 11 luglio - Bill Miller, pianista statunitense (n. 1915)
- 11 luglio - René Roque, pugile francese (n. 1941)
- 11 luglio - John Spencer, giocatore di snooker inglese (n. 1935)
- 12 luglio - Alessandro Ferrari, calciatore italiano (n. 1930)
- 12 luglio - Ehud Goldwasser, militare israeliano (n. 1975)
- 12 luglio - Kurt Kreuger, attore tedesco (n. 1916)
- 12 luglio - Hubert Lampo, scrittore belga (n. 1920)
- 12 luglio - Diego Marabelli, ciclista su strada italiano (n. 1914)
- 12 luglio - Loredana Nusciak, attrice e modella italiana (n. 1942)
- 12 luglio - Jorma Pilkevaara, cestista finlandese (n. 1945)
- 12 luglio - Eldad Regev, militare israeliano (n. 1980)
- 12 luglio - Fedor Kuz'mic Suskov, scultore, pittore e architetto russo (n. 1923)
- 13 luglio - Red Buttons, attore e doppiatore statunitense (n. 1919)
- 13 luglio - Stanislao Nievo, scrittore, poeta e giornalista italiano (n. 1928)
- 13 luglio - Ángel Suquía Goicoechea, cardinale e arcivescovo cattolico spagnolo (n. 1916)
- 14 luglio - Aldo Berselli, storico italiano (n. 1916)
- 14 luglio - Nino Majellaro, scrittore e poeta italiano (n. 1919)
- 14 luglio - Carrie Nye, attrice statunitense (n. 1936)
- 14 luglio - Mario Riccardi, sportivo italiano (n. 1931)
- 14 luglio - Aleksander Wojtkiewicz, scacchista polacco (n. 1963)
- 15 luglio - Alfred Gerdes, hockeista su prato tedesco (n. 1916)
- 16 luglio - Mariam Aslamazian, pittrice armena (n. 1907)
- 16 luglio - Alessandra Contini Bonacossi, storica e archivista italiana (n. 1951)
- 16 luglio - Ivo Laghi, sindacalista, giornalista e scrittore italiano (n. 1929)
- 16 luglio - Gabriel Ogando, calciatore argentino (n. 1921)
- 16 luglio - Bob Orton Sr., wrestler statunitense (n. 1929)
- 16 luglio - Ossi Reichert, sciatrice alpina tedesca (n. 1925)
- 17 luglio - Sergius Golowin, scrittore e bibliotecario svizzero (n. 1930)
- 17 luglio - Mickey Spillane, scrittore, sceneggiatore e fumettista statunitense (n. 1918)
- 18 luglio - Raul Cortez, attore brasiliano (n. 1932)
- 19 luglio - Juan Benegas, calciatore spagnolo (n. 1934)
- 19 luglio - Jan van den Brink, politico e banchiere olandese (n. 1915)
- 19 luglio - Rama Coomaraswamy, presbitero, teologo e medico statunitense (n. 1926)
- 19 luglio - Gérard Oury, regista, attore e sceneggiatore francese (n. 1919)
- 19 luglio - Walter Philipp, matematico e alpinista austriaco (n. 1936)
- 19 luglio - Piera Verri, cestista italiana (n. 1913)
- 19 luglio - Jack Warden, attore statunitense (n. 1920)
- 19 luglio - George Wetherill, fisico statunitense (n. 1925)
- 20 luglio - Ugo Attardi, pittore, scultore e scrittore italiano (n. 1923)
- 20 luglio - Charles Bettelheim, economista e storico francese (n. 1913)
- 20 luglio - Ted Grant, attivista britannico (n. 1913)
- 20 luglio - Robert Cornthwaite, attore statunitense (n. 1917)
- 20 luglio - Aldo Izzo, attore e cabarettista italiano (n. 1948)
- 21 luglio - Mako, attore giapponese (n. 1933)
- 21 luglio - Bob Mark, tennista australiano (n. 1937)
- 21 luglio - Ta Mok, politico, rivoluzionario e militare cambogiano (n. 1924)
- 21 luglio - Aleksandr Petrenko, cestista russo (n. 1976)
- 21 luglio - Raimondo Prinoth, slittinista italiano (n. 1944)
- 21 luglio - Pierre Rey, giornalista e scrittore francese (n. 1930)
- 21 luglio - Pons Saldaña, cestista filippino (n. 1928)
- 21 luglio - J. Madison Wright, attrice e insegnante statunitense (n. 1984)
- 22 luglio - Franz Josef Gottlieb, regista e sceneggiatore austriaco (n. 1930)
- 22 luglio - Gianfrancesco Guarnieri, attore, regista e drammaturgo italiano (n. 1934)
- 22 luglio - Thomas J. Manton, politico statunitense (n. 1932)
- 22 luglio - Sergio Marelli, cestista e dirigente sportivo italiano (n. 1926)
- 23 luglio - Charles Brady, astronauta e medico statunitense (n. 1951)
- 23 luglio - Francesco Castro, giurista e islamista italiano (n. 1936)
- 23 luglio - Gino Gerola, poeta e scrittore italiano (n. 1923)
- 23 luglio - Rudolf Teschner, scacchista tedesco (n. 1922)
- 24 luglio - Lalka Berberova, canottiera bulgara (n. 1965)
- 25 luglio - Carl Brashear, militare statunitense (n. 1931)
- 25 luglio - Giorgio Golin, organista, compositore e direttore di coro italiano (n. 1933)
- 25 luglio - Aldo Notari, giocatore di baseball e dirigente sportivo italiano (n. 1932)
- 25 luglio - Lucio Susmel, ecologo italiano (n. 1914)
- 25 luglio - Kalervo Toivonen, giavellottista finlandese (n. 1913)
- 25 luglio - Louis Turenne, attore canadese (n. 1933)
- 26 luglio - Robert Abdesselam, tennista francese (n. 1920)
- 26 luglio - Louise Bennett, poetessa e scrittrice giamaicana (n. 1919)
- 26 luglio - Franco Fausti, politico italiano (n. 1939)
- 27 luglio - Giovanni Meo Zilio, ispanista, linguista e politico italiano (n. 1923)
- 27 luglio - Matteo Santucci, calciatore italiano (n. 1948)
- 27 luglio - Mario Scaglia, scrittore e poeta italiano (n. 1931)
- 27 luglio - Aurelio Verra, partigiano e scrittore italiano (n. 1920)
- 28 luglio - Patrick Allen, attore britannico (n. 1927)
- 28 luglio - Rut Brandt, scrittrice tedesca (n. 1920)
- 28 luglio - David Gemmell, scrittore britannico (n. 1948)
- 28 luglio - Alessandro Passaré, collezionista d'arte, medico e viaggiatore italiano (n. 1927)
- 28 luglio - Billy Walsh, calciatore irlandese (n. 1921)
- 29 luglio - Nino Ferrero, giornalista italiano (n. 1926)
- 29 luglio - Gino Vinicio Gentili, archeologo italiano (n. 1914)
- 29 luglio - Pierre Vidal-Naquet, storico francese (n. 1930)
- 30 luglio - Murray Bookchin, filosofo, anarchico e sociologo statunitense (n. 1921)
- 30 luglio - Zdravko Rajkov, allenatore di calcio e calciatore jugoslavo (n. 1927)
- 31 luglio - Pier Luigi Cimma, compositore, chitarrista e liutista italiano (n. 1941)
- 31 luglio - Mario Faustinelli, fumettista italiano (n. 1924)
- 31 luglio - Giuseppe Guerrini, naturalista e storico italiano (n. 1924)
- 31 luglio - Pascal Miézan, calciatore ivoriano (n. 1959)